# Tomáš Huber
Tomáš Huber (* 29. August 1985) ist ein tschechischer Fußballspieler.

## Vereinskarriere
Tomáš Huber begann mit dem Fußballspielen beim FK Rumburk. 1997 wechselte der Abwehrspieler zum FK Teplice. Zwei Jahre später ging Huber zum FK Jablonec. Den Sprung in den Profikader schaffte der Defensivspieler zur Saison 2005/06. 

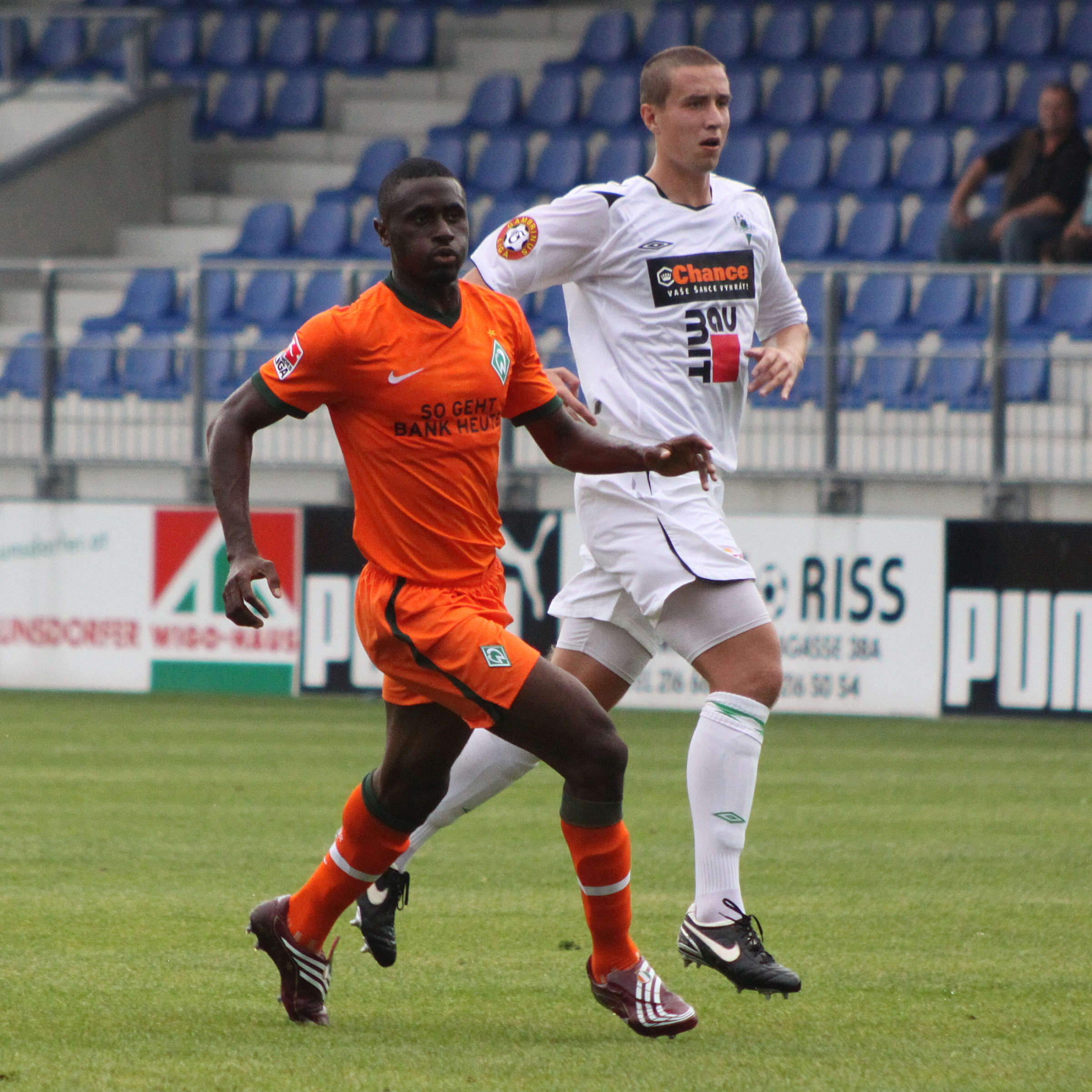
Tomáš Huber (rechts) und Boubacar Sanogo (SV Werder Bremen)

 In der Hinrunde der Spielzeit 2005/06 saß Huber vier Mal auf der Bank, kam in der Gambrinus Liga jedoch nicht zum Einsatz. In der Rückrunde war der Verteidiger an den Drittligisten FK OEZ Letohrad ausgeliehen. Im Juli 2006 wechselte Huber erneut auf Leihbasis zum Zweitligisten Baník Sokolov. Dort absolvierte der Abwehrspezialist zwölf Partien, ohne jedoch einen Treffer zu erzielen.
Zur Saison 2007/08 kehrte Huber nach Jablonec zurück, der Trainerstab reihte ihn jedoch nur in die B-Mannschaft ein. Huber fehlte in keinem einzigen Spiel und schoss auch ein Tor. Daraufhin kam er wieder zur A-Mannschaft, wo Huber in der Folge zur Stammformation zählte. 
In der Gambrinus Liga debütierte Huber am 17. Februar 2008 im Spiel gegen den FK Mladá Boleslav und fehlte im weiteren Saisonverlauf keine einzige Minute. Sein erstes Tor in der höchsten tschechischen Spielklasse erzielte er am ersten Spieltag der Saison 2008/09 und sorgte damit für den 1:0-Sieg seiner Mannschaft gegen Tescoma Zlín.
Anfang Februar 2009 wechselte Huber auf Leihbasis zu Sparta Prag. Im Sommer 2009 kehrte Huber wieder zum FK Jablonec zurück.
Am 17. Dezember 2013 entschied die Disziplinarkommission des slowakischen Fußballverbandes SFZ, Huber im Zusammenhang mit der Manipulation mehrerer Spiele der Corgoň liga in der Spielzeit 2013/2014 mit einer weltweiten Sperre von 18 Jahren zu belegen. Der Entscheid ist rechtskräftig, da er nicht angefochten wurde.